# Combustion
Combustion（コンバッション）はオートデスク社によるデジタル合成を目的としたソフトウェアである。映画、CM、テレビドラマ、テレビゲームなどの製作に使用される。
3ds Maxとの親和性が高い。
モーフィングやカラコレなど高度な処理が可能である。